# Периодат аммония
Периодат аммония — неорганическое соединение, 
соль аммония и иодной кислоты с формулой NH4IO4,
бесцветные кристаллы,
растворяется в воде.

## Физические свойства
Периодат аммония образует бесцветные кристаллы
тетрагональной сингонии,
пространственная группа I 41/a,
параметры ячейки a = 0,5938 нм, c = 1,2790 нм, Z = 4.
Растворяется в воде.
Взрывается при нагревании.